# Euonymus hukuangensis
Euonymus hukuangensis är en benvedsväxtart som beskrevs av Ching Yung Cheng och J.S. Ma. Euonymus hukuangensis ingår i släktet Euonymus och familjen Celastraceae. Inga underarter finns listade.